# Corpi bandistici militari

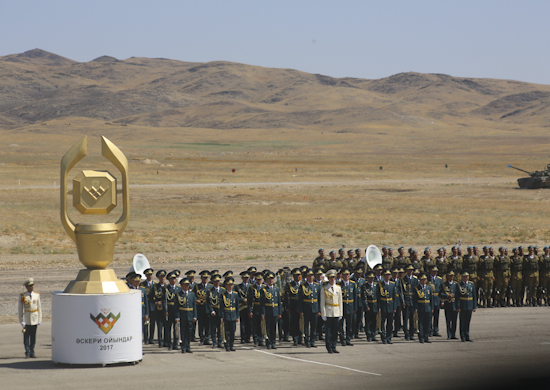
Banda Militare Centrale del Ministero della Difesa del Kazakistan, 2017

I corpi bandistici militari sono bande musicali, i cui esecutori sono spesso musicisti di professione, diplomati in conservatori o istituti musicali pareggiati appartenenti ad un corpo militare.
Gli organici vanno fino a un massimo di 103 elementi. Tutti i complessi sono formati da soli strumenti a fiato e a percussione.
Le esibizioni, avvengono in: 
- marcia con sfilate: comprende musica bandistica, con marce militari e civili;
- in teatri o auditorium: comprende musica operistica, arrangiamenti da balletti e sinfonie per orchestra, musica originale per banda, musica pop e jazz.

Tutte le bande si esibiscono in Italia e all'estero, con largo successo e incidendo CD e video.

## Storia
I sonatori erano già impiegati negli eserciti antichi, specialmente nell'esercito dell'antica Roma, e anche tra i Greci, che suovavano le trombe.
Ma c'erano anche corporazioni non militari. Queste corporazioni, con vari nomi e figure, ricompaiono nelle corti feudali e nei comuni medievali. 
Fu in particolare introdotta la figura del tamburino che indicava la cadenza. L'origine è araba e da questi introdotti in Europa.
L'Esercito Francese, le truppe svizzere, hanno già nel XVI secolo loro reparti di strumentisti rigidamente organizzati. Decisivo slancio si ebbe in Francia e in Germania che servì di base al progressivo sviluppo bandistico in Europa.
Con la Rivoluzione francese e la formazione dell’esercito nazionale le precedenti bande reggimentali cessavano di essere “proprietà” degli ufficiali, che dovevano provvedere personalmente al loro mantenimento, e divennero parte organica dell’esercito.
Notevole fu poi nel XIX secolo lo sviluppo di complessi bandistici militari anche in Gran Bretagna, Belgio, Prussia, Austria e Russia, favorito dalle invenzioni di Adolphe Sax, che favorì l'introduzione del sassofono nelle bande militari francesi.

### In Italia
In Italia, dopo un periodo di stasi oltre a quelle militari, si formarono numerose bande comunali.
Tra queste fu notevole quella di Roma, fondata nel 1871. Quest'ultima assunse nel 1885 la direzione di A. Vessella. Questi diede con la banda comunale romana il primo esempio italiano di formazione regolare d'un complesso bandistico moderno. 

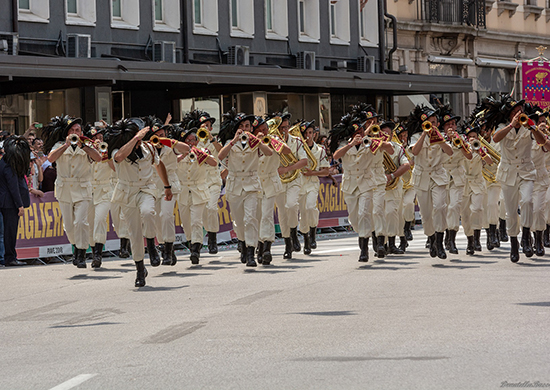
Fanfara di bersaglieri

Le bande militari italiane furono riorganizzate nel 1901. Una particolare formazione bandistica militare è la fanfara, che utilizza strumenti a fiato. La più famosa quella dei bersaglieri composta da ottoni.
Dal 1981, anno in cui iniziò la smilitarizzazione di talune forze di polizia; si decretò che la Polizia di Stato, il Corpo di Polizia penitenziaria ed il Corpo forestale dello Stato, sebbene inquadrati come corpi di polizia civile, ottennero che i loro complessi bandistici venissero inquadrati nella cerchia delle bande militari italiane. Giova precisare che anche i corpi forestali delle Regioni autonome a Statuto speciale vantano le loro formazioni bandistiche d'ordinanza. È, ad esempio, il caso della banda musicale del Corpo Forestale della Regione Siciliana.

## Principali bande militari italiane
- Banda musicale dell’Arma dei Carabinieri
- Banda musicale dell’Esercito Italiano
- Banda musicale della Marina Militare
- Banda musicale dell’Aeronautica Militare
- Banda musicale della Guardia di Finanza
- Banda musicale della Polizia di Stato
- Banda musicale della Polizia Penitenziaria
- Banda musicale del Corpo di polizia locale di Roma Capitale
- Banda musicale del Corpo nazionale dei vigili del fuoco
- Banda musicale del Corpo militare della Croce Rossa Italiana
- Banda musicale del Corpo forestale dello Stato (19?? – 2016)

## Altre bande e fanfare militari italiane

### Arma dei Carabinieri
- Scuola Marescialli e Brigadieri dei Carabinieri di Firenze;
- Scuole Allievi Carabinieri di Roma;
- 4º Reggimento Carabinieri a Cavallo (l'unica fanfara montata);
- Battaglione Mobile Carabinieri di Milano;
- Battaglione Mobile Carabinieri di Napoli;
- Battaglione Mobile Carabinieri di Palermo.

### Esercito Italiano
- Banda musicale dell'Arma dei trasporti e dei materiali;
- Banda musicale della Brigata meccanizzata “Aosta”;
- Banda musicale della Brigata meccanizzata “Sassari”;
- Banda musicale del Comando Artiglieria Contraerei;
- Fanfara della Brigata alpina “Julia”;
- Fanfara della Brigata alpina “Taurinense”;
- Fanfara della Brigata bersaglieri “Garibaldi”;
- Fanfara della Brigata di cavalleria "Pozzuolo del Friuli";
- Musica d’ordinanza del 1º Reggimento “Granatieri di Sardegna”;
- Fanfara del Reggimento Lancieri di Montebello (8°);
- Fanfara del 3º Reggimento Bersaglieri;
- Fanfara del 6º Reggimento Bersaglieri;
- Fanfara del 7º Reggimento Bersaglieri;
- Fanfara dell’11º Reggimento Bersaglieri.

### Marina Militare
- Fanfara dipartimentale della Spezia;
- Fanfara dipartimentale di Taranto.

### Aeronautica Militare
- Fanfara del Comando 1ª Regione Aerea;
- Fanfara del Comando 3ª Regione Aerea.

### Croce Rossa Italiana (Corpo Militare)
- Fanfara intercomponente del I Centro di Mobilitazione - Torino;
- Fanfara intercomponente dell'VIII Centro di Mobilitazione - Firenze;
- Fanfara intercomponente dell'XI Centro di Mobilitazione - Bari.

## Resto del mondo
- Banda militare della Repubblica di San Marino
- Orchestra delle forze di difesa estoni